# Josef Becker (Politiker, 1905)

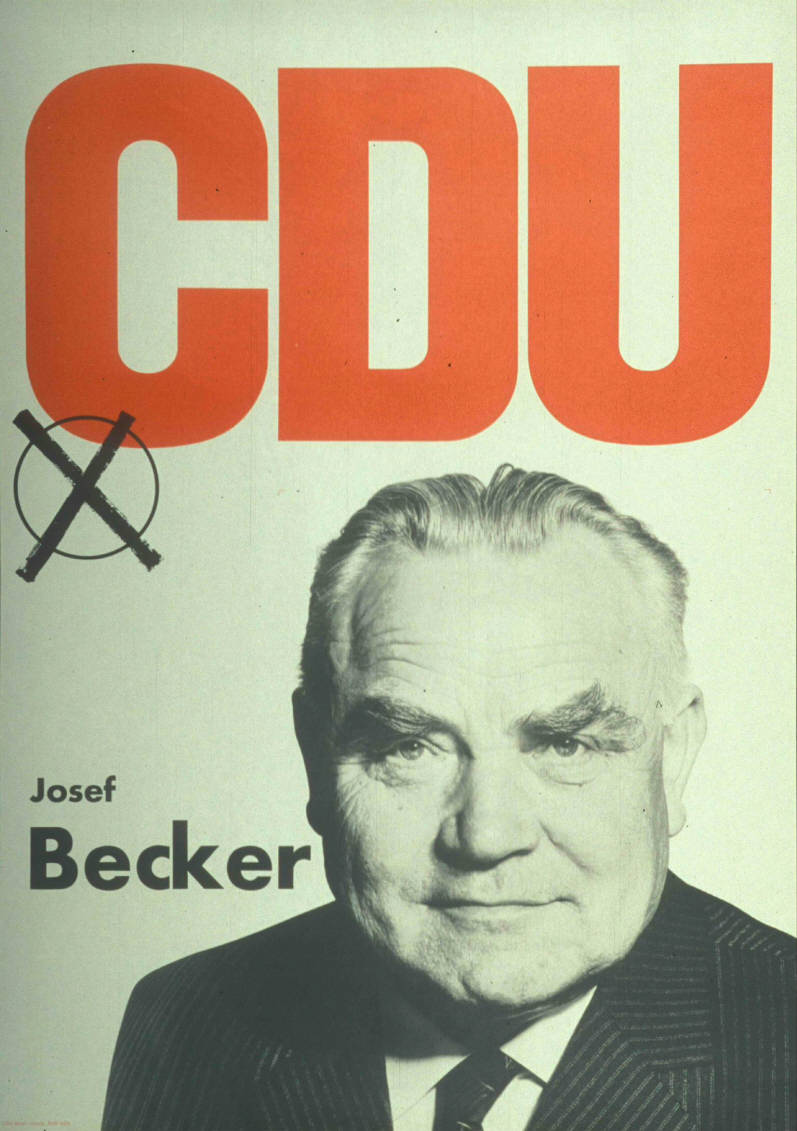
Wahlplakat (1969)

Josef Becker (auch Joseph Becker; * 8. Februar 1905 in Bochum; † 19. Oktober 1996 in Waldfischbach-Burgalben) war ein deutscher Schuhmachermeister und Politiker (CDU). Er war unter anderem als Mitglied des Bundestages tätig.

## Leben und Beruf
Josef Becker wurde 1905 als Sohn von Agnes Becker, geborene Bracke, und des Bergmanns August Becker in Bochum geboren. Nach dem Besuch der Volksschule absolvierte Becker eine Schuhmacherlehre, die er mit der Gesellenprüfung abschloss. Er arbeitete anschließend in diesem Beruf und bestand 1929 die Meisterprüfung im Schuhmacherhandwerk. Von 1930 bis zur Auflösung der Gewerkschaften 1933 war er Gewerkschaftssekretär beim Zentralverband christlicher Lederarbeiter. Anschließend arbeitete er bis 1937 als Arbeiter in einer Schuhfabrik, bevor er sich 1937 selbständig machte und noch im gleichen Jahr zum Obermeister der Schuhmacher-Innung Pirmasens gewählt wurde. Im März 1945 wurde sein Betrieb bei einem Fliegerangriff vollständig zerstört. 1945 bis 1952 war er Obermeister, später Ehrenobermeister der Schuhmacher-Innung Pirmasens.
Josef Becker war katholisch, verheiratet mit Maria Becker, geborene Urschel, lebte in Pirmasens und hatte vier Kinder. Am 19. Oktober 1996 starb er im Alten- und Pflegeheim Maria Rosenberg.

## Partei

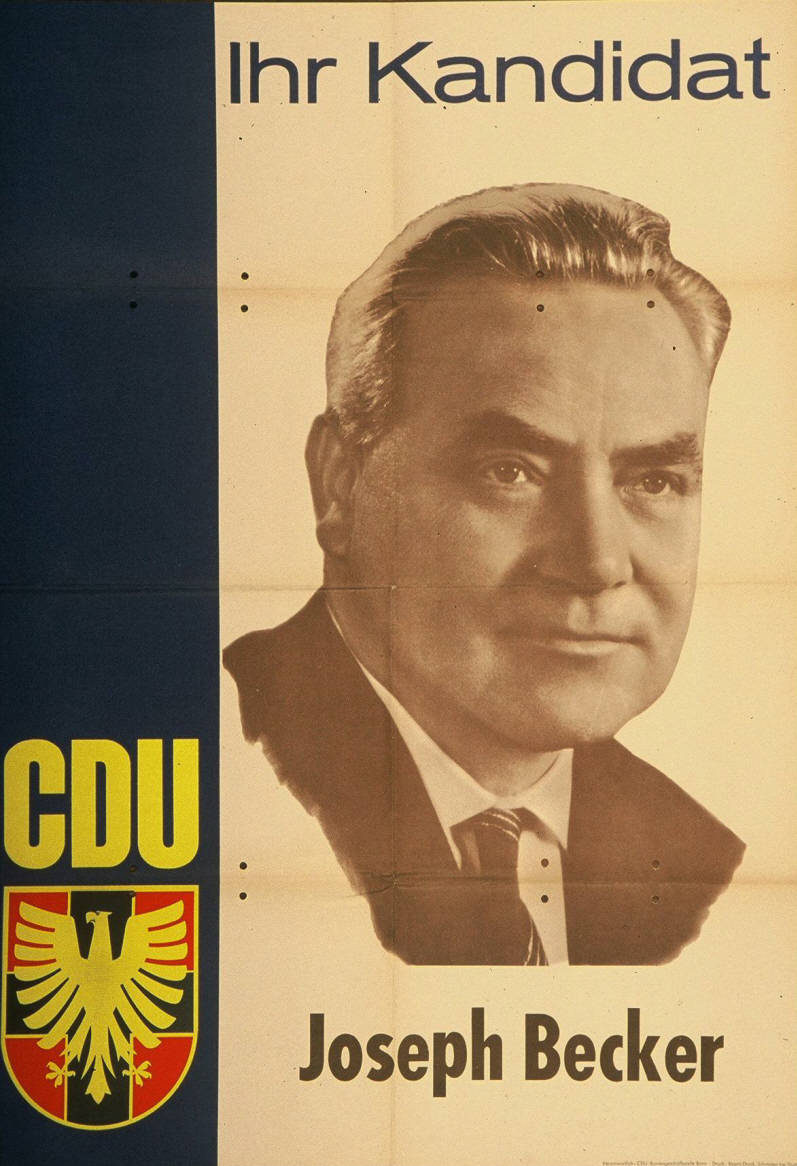
Josef Becker, 1961

Vor 1933 war Becker Mitglied der Zentrumspartei. Nach der „Machtergreifung“ der Nationalsozialisten konnte er seine politische und gewerkschaftliche Arbeit nicht fortführen. 1945 beteiligte er sich an der Gründung der CDP, aus der später der rheinland-pfälzische Landesverband der CDU hervorging. Er wurde 1946 in den Vorstand des CDU-Kreisverbandes Pirmasens gewählt und war später bis 1968 dessen Vorsitzender.

## Abgeordneter
Becker war seit Juli 1945 Mitglied des Bürgerratskomitees und von 1946 bis 1979 Ratsmitglied der Stadt Pirmasens. 1946/47 war er Mitglied der Beratenden Landesversammlung des Landes Rheinland-Pfalz. Dem Deutschen Bundestag gehörte er seit dessen erster Wahl 1949 bis 1972 an. Im Parlament vertrat er von 1949 bis 1965 den Wahlkreis Zweibrücken und dann bis 1972 den Wahlkreis Pirmasens.

## Öffentliche Ämter
Von 1946 bis 1948 war Becker Bürgermeister in Pirmasens und damit Stellvertreter des Oberbürgermeisters Jakob Schunk (SPD).

## Ehrungen
- Freiherr-vom-Stein-Plakette (1955)
- Stadtehrenplakette der Stadt Pirmasens in Silber (1960)
- Großes Bundesverdienstkreuz (1969)
- Stadtehrenplakette der Stadt Pirmasens in Gold (1980)
- 1980 verlieh die Gemeinde Petersberg Josef Becker die Ehrenbürgerwürde.
- Verdienstorden des Landes Rheinland-Pfalz (1986)
- Ehrenbürger der Stadt Pirmasens (1995)